# Vienville
Vienville é uma comuna francesa na região administrativa do Grande Leste, no departamento de Vosges. Estende-se por uma área de 3.38 km². Em 2010 a comuna tinha 126 habitantes (densidade: 37,3 hab./km²).